# Lago Pichola
Il lago Pichola, situato ad Udaipur nello stato Indiano del Rajasthan, è un lago artificiale, realizzato nel 1362, che ha preso il nome dal vicino villaggio di Picholi. Si tratta di uno dei tanti laghi contigui, realizzati negli ultimi secoli attorno alla città di Udaipur. Sono stati creati principalmente, tramite la costruzione di dighe, per soddisfare le esigenze di acqua potabile e per l'irrigazione della città e dei suoi dintorni. Nel lago si trovano le isole, Jag Niwas e Jag Mandir, sulle quali sono stati realizzati diversi palazzi che hanno una vista sul lago.
Vi sono quattro isole al centro del lago:
- Jag Niwas, sulla quale si trova il Lake Palace.
- Jag Mandir, che ospita il palazzo omonimo.
- Mohan Mandir, dalla quale il re assisteva all'annuale celebrazione del festival di Gangaur.
- Arsi Vilas, piccola isola sulla quale esisteva un deposito di munizioni, ma anche un piccolo palazzo. Questo fu costruito da uno dei Maharana di Udaipur per godersi il tramonto sul lago. È anche un santuario ornitologico per la grande varietà di uccelli, tra cui anatre morette, folaghe, aironi, sterne, cormorani e martin pescatori.[4]

Tre dei numerosi laghi si trovano in prossimità di Udaipur e sono collegati con il lago Pichola e il lago Saroop Sagar da un ponte ad arco costruito dal Maharana Swaroop Singh (1842-1861), che a sua volta si collega al lago Fateh Sagar, il lago di acque cristalline incastonato tra colline alberate e le piccole ville Arsi.

## Storia
Il lago Pichola venne realizzato nel 1362 dai Banjara, un gitano banjara che trasportava grano, durante il regno del Maharana Lakha. In seguito, il Maharana Udai Singh, colpito dal fascino di questo lago con lo sfondo delle verdi colline, fondò la città di Udaipur, sulle sue rive ampliando il lago con la costruzione di una diga di pietra nella zona di Badipol sulla riva del lago.

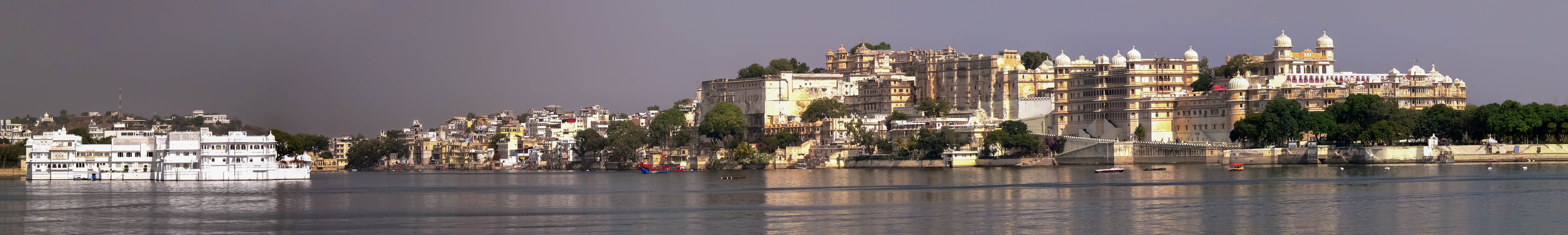
Panorama di Udaipur dall'isola di Jag Mandir.

I dintorni del lago e le diverse isole all'interno dello stesso sono state abbellite nel corso dei secoli, con palazzi, templi di marmo, palazzi di famiglia, Ghat o chabutaras (piattaforma rialzata, di norma dentro un cortile); fra i più famosi sono il Lake Palace (ora trasformato in un hotel di lusso) in mezzo al lago, chiamato anche Palazzo Pichola (nella foto) o Jag Nivas situato sull'isola Jag, il Jag Mandir, il Mohan Mandir (nell'angolo nord-est del lago costruito da Jagat Singh tra il 1628 e il 1652), il Palazzo di città di Udaipur (Bansi Ghat) da dove le barche si dirigono in tutte le altre parti del lago, l'isola Arsi Vilas, che è un santuario ornitologico e il Sitamata Game Sanctuary sulla sponda occidentale del lago.
In diverse località dove il lago si restringe, esistono ponti ad arco ornamentali per attraversare il corso d'acqua tra le sponde.
Il principe Khurram che si era ribellato contro Jahangir, trovò rifugio presso regno Mewar del Maharana Karan Singh II, nel 1623, e venne ospitato nel non ancora completo Jag Mandir. Khurram in seguito usurpò l'impero Moghul, prendendo il titolo di Shah Jahan.
Octopussy, un film del 1983 di James Bond, fu parzialmente girato nel Lake Palace e in altri due palazzi di Udaipur (Shiv Niwas Palace e Monsoon Palace).

## Galleria d'immagini

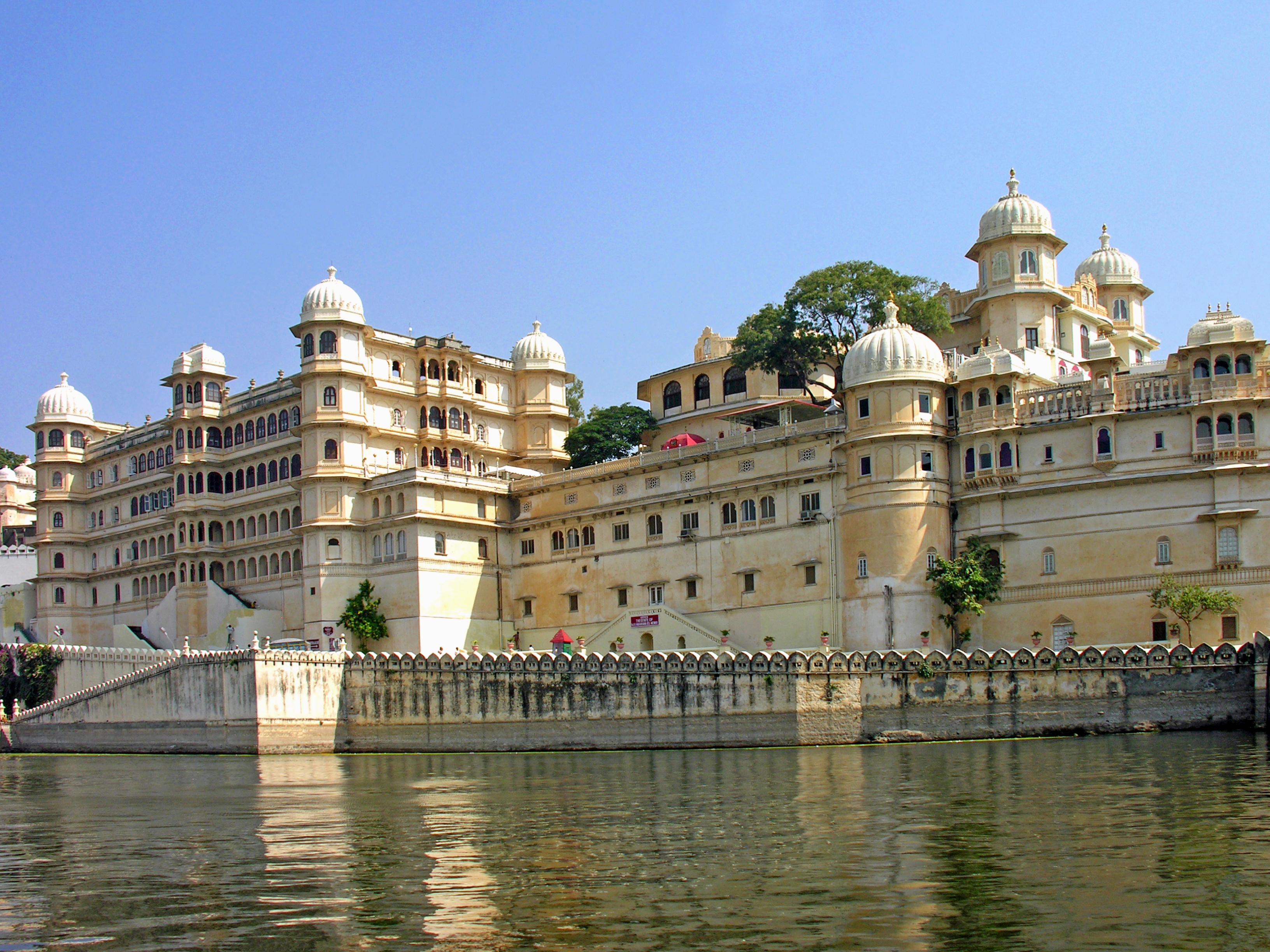
City Palace sul lago Pichola
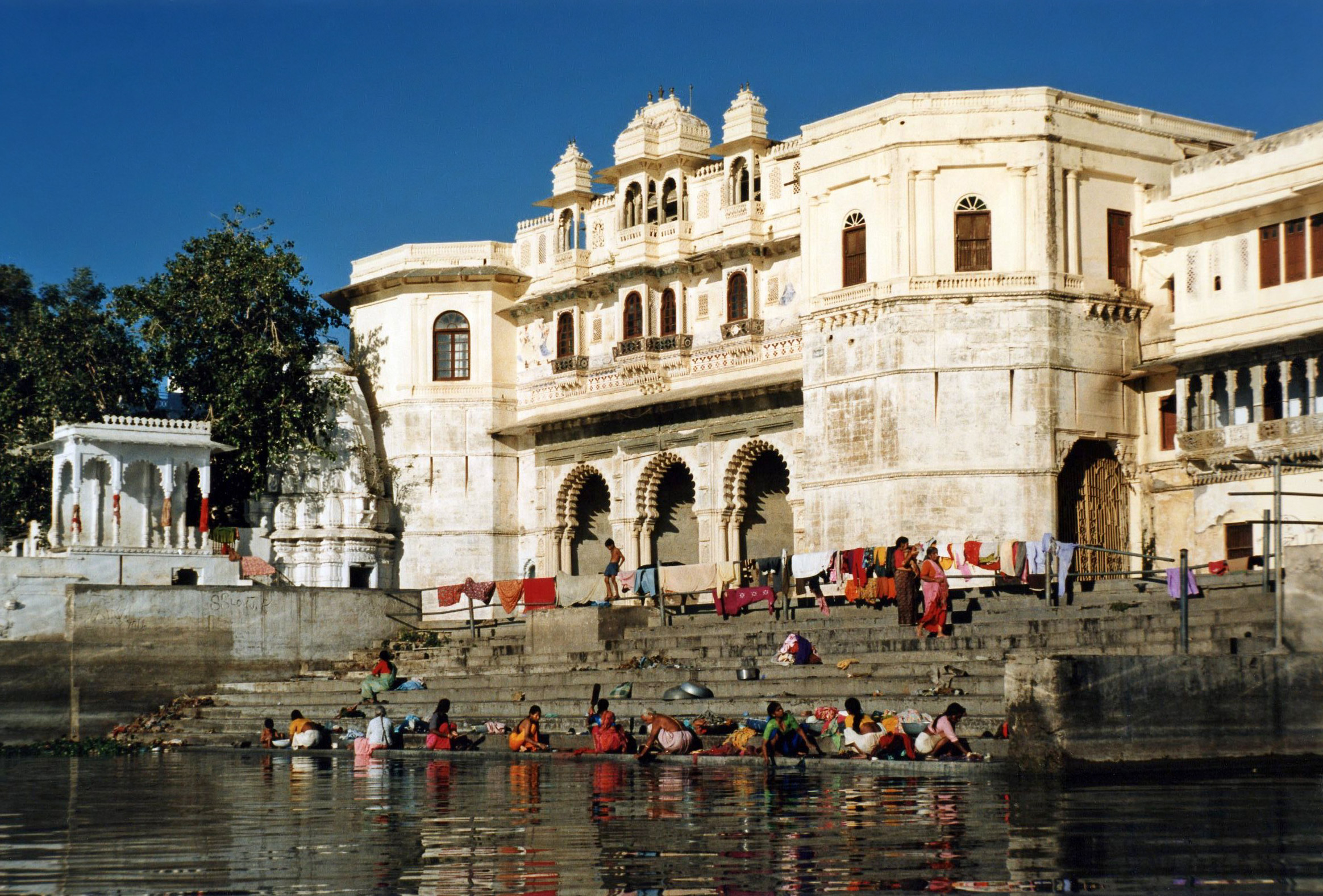
Ghat sul lago
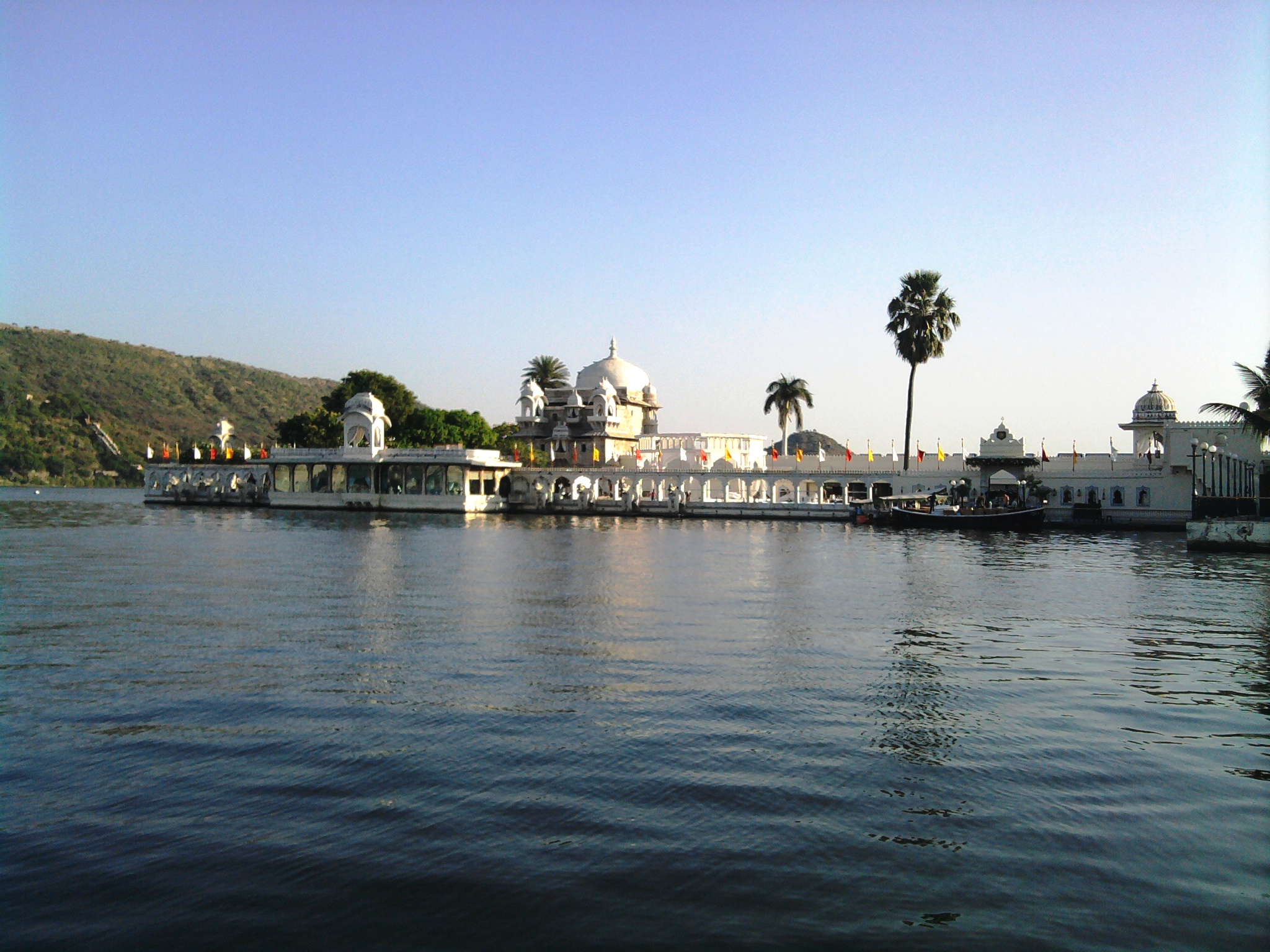
Jag Mandir sul lago Pichola.
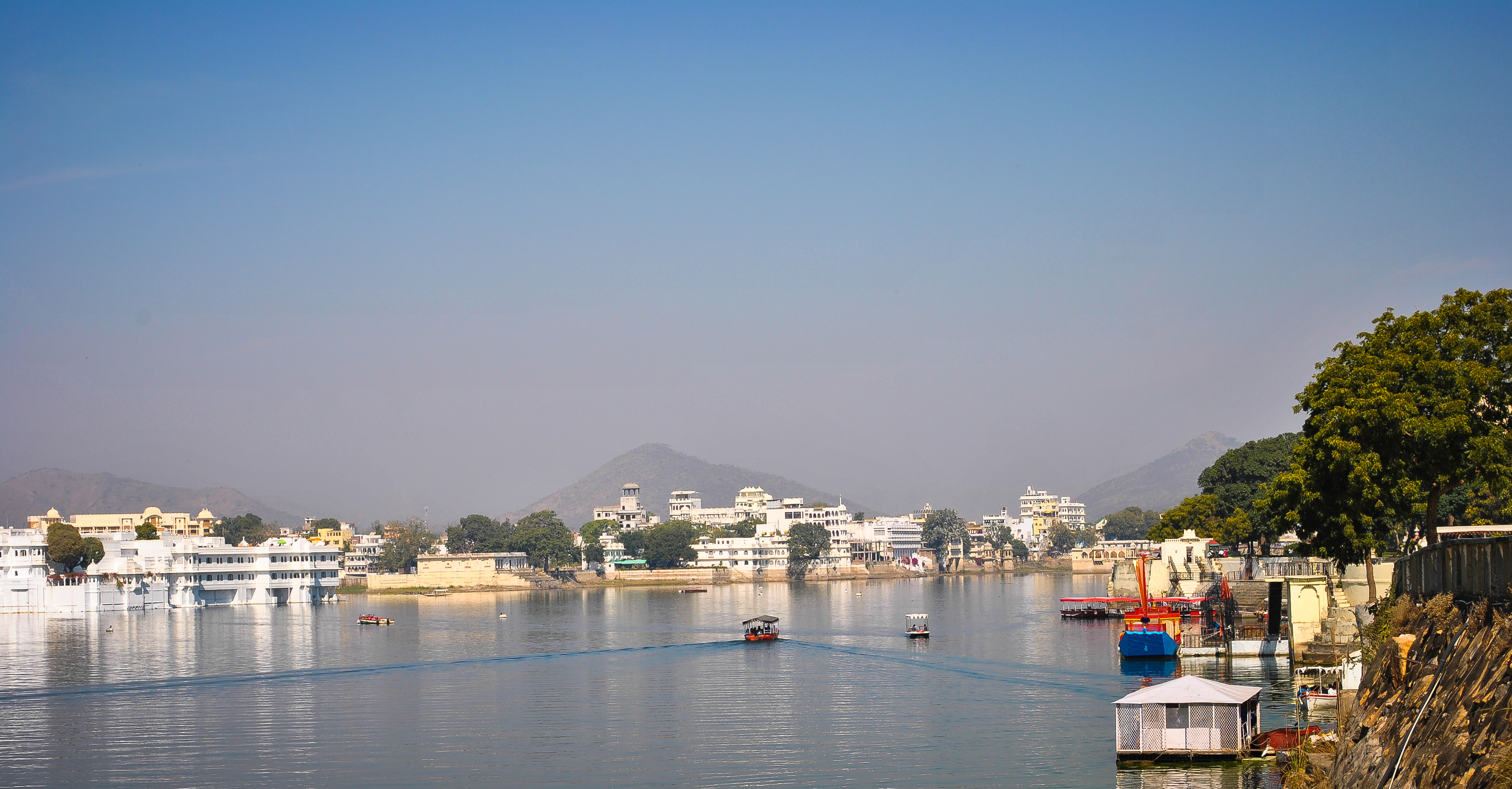
Vista del lago Pichola
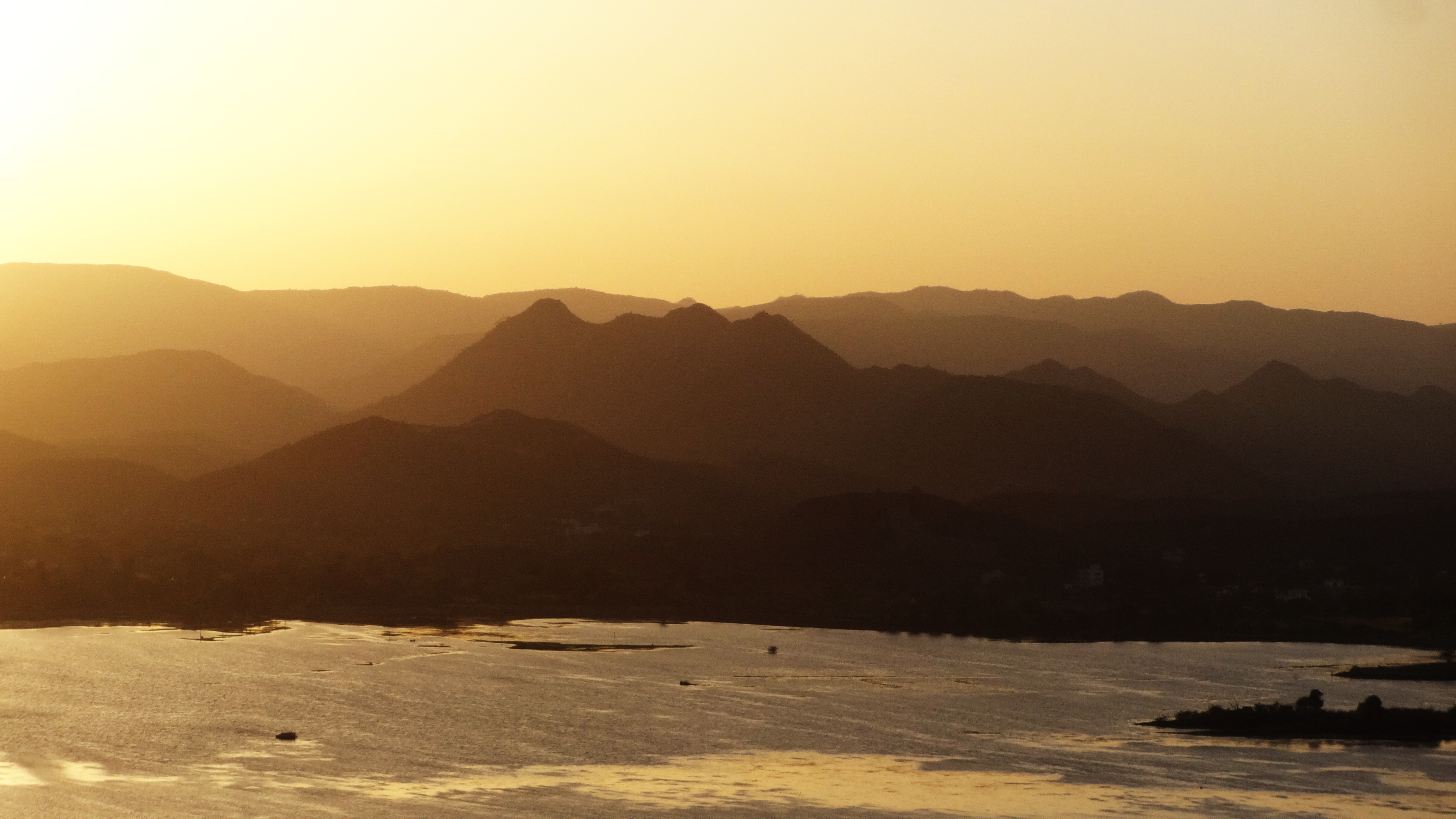
Tramonto sul lago Pichola, visto dal tempio Karni Mata